# 2800 Ovidius
2800 Ovidius је астероид главног астероидног појаса чија средња удаљеност од Сунца износи 3,151 астрономских јединица (АЈ).
Апсолутна магнитуда астероида је 12,8.